# Машино (Красногвардейский район)
Ма́шино (до 1948 года Юзле́р; укр. Машине, крымскотат. Yüzler, Юзлер) — село в Красногвардейском районе Республики Крым, входит в состав Котельниковского сельского поселения (согласно административно-территориальному делению Украины — Котельниковского сельского совета Автономной Республики Крым).

## Население
| 2001 | 2014 |
| ---- | ---- |
| 56   | ↘25  |

Всеукраинская перепись 2001 года показала следующее распределение по носителям языка
| Язык             | Процент |
| ---------------- | ------- |
| русский          | 92,86   |
| украинский       | 5,36    |
| крымскотатарский | 1,79    |

### Динамика численности
| - 1805 год — 75 чел. - 1889 год — 57 чел. - 1892 год — 118 чел. - 1900 год — 90 чел. - 1915 год —25 /70 чел. - 1926 год — 96 чел. | - 1939 год — 115 чел. - 1989 год — 43 чел. - 2001 год — 56 чел. - 2009 год — 41 чел. - 2014 год — 25 чел. |

## Современное состояние
На 2017 год в Машино числится 1 улица — Полевая; на 2009 год, по данным сельсовета, село занимало площадь 88 гектаров на которой, в 16 дворах, проживал 41 человек.

## География
Машино — маленькое село на западе района в степном Крыму, высота центра села над уровнем моря — 54 м. Соседние сёла: Дубровское в 0,7 км на запад и Комаровка в 2,7 км на юго-восток. Расстояние до райцентра — около 27 километров (по шоссе), ближайшая железнодорожная станция — Краснопартизанская примерно в 11 километрах. Транспортное сообщение осуществляется по региональной автодороге 35Н-220 от шоссе Григорьевка — Полтавка до Машино (по украинской классификации — С-0-10608).

## История
Первое документальное упоминание села встречается в Камеральном Описании Крыма… 1784 года, судя по которому, в последний период Крымского ханства Юзлер входили в Ташлынский кадылык Акмечетского каймаканства. После присоединения Крыма к России (8) 19 апреля 1783 года, (8) 19 февраля 1784 года, именным указом Екатерины II сенату, на территории бывшего Крымского Ханства была образована Таврическая область и деревня была приписана к Перекопскому уезду. После Павловских реформ, с 1796 по 1802 год, входила в Акмечетский уезд Новороссийской губернии. По новому административному делению, после создания 8 (20) октября 1802 года Таврической губернии, Юзлер был включён в состав Кучук-Кабачской волости Перекопского уезда.
В Ведомости о всех селениях в Перекопском уезде состоящих с показанием в которой волости сколько числом дворов и душ… от 21 октября 1805 года, деревня Юзлер записана, как Казлар, в которой числилось 12 дворов и 75 жителей крымских татар. На военно-топографической карте генерал-майора Мухина 1817 года Юзлер обозначен с 11 дворами. После реформы волостного деления 1829 года Юзлер, согласно «Ведомости о казённых волостях Таврической губернии 1829 года», отнесли к Агъярской волости (переименованной из Кучук-Кабачской). Видимо, вследствие эмиграции татар, в Турцию, деревня заметно опустела и на карте 1836 года в деревне 3 двора, а на карте 1842 года Юзлер обозначен условным знаком «малая деревня», то есть, менее 5 дворов. Видимо, в последующие годы, до 1860-х годов, жители выехали из Юзлера, поскольку уже в «Памятной книжке Таврической губернии за 1867 год», среди покинутых в 1860—1864 годах, в результате эмиграции крымских татар, особенно массовой после Крымской войны 1853—1856 годов, в Турцию селений, деревня не значится.
В 1860-х годах, после земской реформы Александра II, деревню приписали к Григорьевской волости того же уезда. На трёхверстовой карте 1865—1876 года на месте деревни — безымянные строения с мечетью и только в «Памятной книге Таврической губернии 1889 года», по результатам Х ревизии 1887 года, вновь записан Юзлер, с 10 дворами и 57 жителями.
После земской реформы 1890 года, Юзлер отнесли к Бютеньской волостии. Согласно «…Памятной книжке Таврической губернии на 1892 год», в деревне Юзлер, находившейся в частном владении, было 118 жителей в 16 домохозяйствах, а по «…Памятной книжке… на 1900 год» 90 жителей в 14 дворах. По Статистическому справочнику Таврической губернии. Ч.II-я. Статистический очерк, выпуск пятый Перекопский уезд, 1915 год, в деревне Юзлер (вакуф) Бютеньской волости Перекопского уезда числилось 20 дворов (3 двора с землёй, 17 — безземельные) с татарским населением в количестве 25 человек приписных жителей и 70 — «посторонних», из которых 53 мужчины и 42 женщины. Жители владели 354 десятинами удобной земли. В хозяйствах имелось 52 лошади, 25 коров и 169 голов мелкого скота.
После установления в Крыму Советской власти и учреждения 18 октября 1921 года Крымской АССР, в составе Симферопольского уезда был образован Биюк-Онларский район, в состав которого включили село. В 1922 году уезды получили название округов. 11 октября 1923 года, согласно постановлению ВЦИК, в административное деление Крымской АССР были внесены изменения, в результате которых был ликвидирован Биюк-Онларский район и село включили в состав Симферопольского. Согласно Списку населённых пунктов Крымской АССР по Всесоюзной переписи 17 декабря 1926 года, в селе Юзлер Старо-Итакского сельсовета Симферопольского района, числилось 23 двора, все крестьянские, население составляло 96 человек, все татары. Постановлением КрымЦИКа «О реорганизации сети районов Крымской АССР» от 15 сентября 1930 года был вновь создан Биюк-Онларский район, теперь как национальный (лишённый статуса национального постановлением Оргбюро ЦК КПСС от 20 февраля 1939 года) немецкий (указом Президиума Верховного Совета РСФСР № 621/6 от 14 декабря 1944 года переименованный в Октябрьский) село включили в его состав. По данным всесоюзной переписи населения 1939 года в селе проживало 115 человек.
В 1944 году, после освобождения Крыма от фашистов, согласно постановлению ГКО № 5859 от 11 мая 1944 года, 18 мая крымские татары были депортированы в Среднюю Азию. 12 августа 1944 года было принято постановление № ГОКО-6372с «О переселении колхозников в районы Крыма» и в сентябре 1944 года в район приехали первые новоселы (57 семей) из Винницкой и Киевской областей, а в начале 1950-х годов последовала вторая волна переселенцев из различных областей Украины. С 25 июня 1946 года Юзлер в составе Крымской области РСФСР. Указом Президиума Верховного Совета РСФСР от 18 мая 1948 года, Юзлер переименовали в Машино. 26 апреля 1954 года Крымская область была передана из состава РСФСР в состав УССР. Время включения в Краснознаменский сельсовет пока не установлено: на 15 июня 1960 года село уже числилось в его составе. Указом Президиума Верховного Совета УССР «Об укрупнении сельских районов Крымской области», от 30 декабря 1962 года, Октябрьский район был упразднён и Машино присоединили к Красногвардейскому. На 1968 год и 1977 год в составе Полтавского сельсовета. Между 1 июня 1977 года и 1985 годом (поскольку в перечнях административно-территориальных изменений после этой даты не упоминается) село включили в Котельниковский сельсовет. По данным переписи 1989 года в селе проживало 43 человека. С 12 февраля 1991 года село в восстановленной Крымской АССР, 26 февраля 1992 года переименованной в Автономную Республику Крым. С 21 марта 2014 года — в составе Республики Крым России.